# Désidentification
La désidentification est un concept de psycho-sociologie développé par l'universitaire américain José Esteban Muñoz dans son ouvrage Disidentifications. Muñoz y étudie les processus de construction de l'identité chez les personnes appartenant à des groupes minorisés (en l'occurrence, les « queers de couleur »). Le concept de « désidentification » désigne des pratiques culturelles, souvent des performances artistiques, employées par ces personnes pour subvertir les codes de la culture dominante (hétérosexuelle, cisgenre, masculine, blanche). La désidentification est définie par Muñoz comme une troisième voie, proposant une alternative à la binarité entre identification et contre-identification, et qui permet l'invention par le sujet d'identités hybrides, mouvantes.
Pour Muñoz, la désidentification, pour les « queers de couleur » fut une des conséquences du colonialisme qui les a placés en dehors de l'idéologie raciale et sexuelle dominante, c'est-à-dire la normativité blanche et l'hétéronormalité.  Il ne s'agit pour le sujet ni d'assimiler l'idéologie dominante en s'identifiant, ni de la rejeter en bloc. L'individu choisit une autre stratégie et "travaille simultanément et stratégiquement sur, avec, et contre une certaine forme culturelle ». 
La désidentification agit alors non plus comme un processus d'identification mais comme une stratégie de survie. Le sujet, à travers la désidentification, peut retravailler la lecture des codes culturels dominants pour simultanément s'y intégrer et les subvertir.
Le concept original est 'sibling disidentification' qu'on pourrait traduire par désidentification de cousinage , ce n'est pas une désidentification simple.